# دئوکالیون
دئوکالیون (به یونانی: Δευκαλίων)، در اسطوره‌های یونان، پسر پرومته و پرونویا است.
دئوکالیون با پیرا نخستین زن میرا ازدواج کرد. زمانی که زئوس تصمیم گرفت انسان را به وسیله طوفان نابود کند، پرومته به پسرش گفت که کشتی‌ای بسازد و در آن غذا ذخیره کند. به این ترتیب دئوکالیون و پیرا نجات یافتند. اما چون نسلی از انسان باقی نمانده بود. وخشی به آن‌ها گفت که سنگ‌هایی از بالا به پشت پرتاب کنند. سنگ‌های دئوکالیون مرد و سنگ‌های پیرا زن شدند و نژاد انسانی ایجاد شد. آن‌دو پنج فرزند به نام‌های هلن، آمفیکتوئون، پروتوگنیا، تویا داشتند.